# Mord i paradiset
Mord i paradiset (engelska: Death in Paradise) är en brittisk-fransk kriminalserie skapad av Robert Thorogood på BBC med Ben Miller under säsong 1–3, Kris Marshall under säsong 3–6, Ardal O'Hanlon under säsong 6-9, Ralf Little under säsong 9-13 och Don Gilet efter det. Serien hade premiär den 26 oktober 2011.

## Handling
Den brittiske detektiven Richard Poole (spelad av Ben Miller) skickas till Saint Marie i Karibien för att lösa ett mord. Efter att han lyckats reda ut mordet får han stanna kvar där för att lösa framtida brott. Efter att Poole dödades fick Humphrey Goodman (spelad av Kris Marshall) överta rollen och ta reda på vem som dödade honom där. Efter att han träffar Martha Lloyd flyttar han tillbaka till London. Jack Mooney (spelad av Ardal O'Hanlon) övertar hans arbete men får under säsong 9 ta ett svårt beslut och därefter tar Neville Parker (spelad av den tidigare fotbollsspelaren Ralf Little) vid. De samarbetar med den lokala polisen i Saint Marie för att lösa brotten.

## Rollista
- Ben Miller som Richard Poole (säsong 1-3)
- Sara Martins som Camille Bordey (säsong 1-4)
- Danny John-Jules som Dwayne Myers (säsong 1-7, 13)
- Gary Carr som Fidel Best (säsong 1-3)
- Don Warrington som Selwyn Patterson
- Élizabeth Bourgine som Catherine Bordey
- Kris Marshall som Humphrey Goodman (säsong 3-6)
- Joséphine Jobert som Florence Cassel (säsong 4-8, 10-11)
- Tobi Bakare som JP Hooper (säsong 4-10)
- Sally Bretton som Martha Lloyd (säsong 5-6)
- Ardal O'Hanlon som Jack Mooney (säsong 6-9)
- Aude Legastelois-Bidé som Madeleine Dumas (säsong 8-9)
- Shyko Amos som Ruby Patterson (säsong 8-9)
- Ralf Little som Neville Parker (säsong 9-13)
- Tahj Miles som Marlon Pryce (säsong 10-13)
- Shantol Jackson som Naomi Thomas (säsong 11-)
- Ginny Holder som Darlene Curtis (säsong 11-)
- Don Gilet som Mervin Wilson (säsong 14-)
- Shaquille Ali-Yebuah som Seb Rose (säsong 14-)

## Produktion
Det mesta i serien spelas in i Guadeloupe i Västindien, främst i Deshaies.